# سازمان محمدیه
محمدیه (عربی: محمدیة، پیروان محمد) که با عنوان انجمن محمدیه (اندونزیایی: Persyarikatan Muhammadiyah) نیز شناخته می‌شود، یک سازمان غیردولتی بزرگ اسلامی در اندونزی است. این سازمان در سال ۱۹۱۲ (۱۲۹۱) توسط احمد دحلان در شهر یوگیاکارتا به عنوان یک جنبش مذهبی اجتماعی اصلاح طلب تأسیس شد و از اجتهاد - تفسیر فردی قرآن و سنت، در مقابل تقلید - پذیرش تفسیرهای سنتی که عالمان ارائه می‌دادند، حمایت می‌کرد.